# دره چپی (چرداول)
دره چپی، روستایی در دهستان بیجنوند از توابع بخش زاگرس در شهرستان چرداول در استان ایلام کشور ایران است.
منطقه طبیعی وری با چشم اندازی زیبا از رود سیمره از دیدنی های این روستا است.

## جمعیت
این روستا در دهستان بیجنوند قرار دارد و براساس سرشماری مرکز آمار ایران در سال ۱۳۸۵، جمعیت آن ۱۶۵ نفر (۳۳خانوار) بوده‌است.